# Philippe Saint-André
Pour les articles homonymes, voir Saint-André.
Pas d'image ? Cliquez ici

a Compétitions nationales et continentales officielles uniquement.

b Matchs officiels uniquement.
Philippe Saint-André (souvent surnommé PSA), né le 19 avril 1967 à Romans-sur-Isère, est un joueur et entraîneur de rugby à XV international français. Il est le sélectionneur de l'équipe de France de rugby à XV du 1er décembre 2011 à novembre 2015. Au cours de sa carrière de joueur, il a évolué au poste de trois-quarts aile tant en sélection nationale qu'avec Gloucester, son dernier club.
Capitaine du XV tricolore de 1990 à 1997, il conduit l'équipe qui réussit à remporter le Tournoi des Cinq Nations en 1993. Mais le point culminant de sa carrière est la troisième place de l'équipe de France lors de la coupe du monde de rugby à XV 1995 en Afrique du Sud devant l'Angleterre, pays organisateur et finaliste de la précédente coupe du monde. Il annonce sa retraite internationale en 1997, tout en continuant à jouer pour son club de Gloucester. Il met un terme définitif à sa carrière de joueur en mai 2000 après la dernière journée du championnat d'Angleterre gagnée contre les London Irish.
À partir de 1998, il est également entraîneur de son dernier club, Gloucester, avant de revenir entraîner le CS Bourgoin-Jallieu en France de 2002 à 2004. Manager du club anglais des Sharks de Sale de 2005 à 2009, il prend ensuite la direction du RC Toulon  de 2009 à 2011.
En 2011, il est nommé sélectionneur de l'équipe de France. Lors des quatre ans où il est à la tête de la sélection, l'équipe de France ne remporte aucun Tournoi, ne terminant au maximum que quatrième, et est lourdement éliminée par les All Blacks en quarts de finale de la Coupe du monde 2015.
De 2021 à 2023, il est entraîneur du Montpellier HR. Il remporte le championnat de France en 2022.
Son frère Raphaël, trois-quarts centre, avant de se reconvertir en tant qu'entraîneur, a joué à ses côtés à Montferrand.

## Carrière de joueur
Surnommé affectueusement le Goret, Philippe Saint-André est formé à l'US Romans Péage, club de sa ville natale. En 1988, il rejoint l'ASM Clermont Auvergne et restera longtemps fidèle à son club.
Avec le XV de France, il connaît ses premières sélections en 1990 et devient une pièce essentielle des Bleus. Lors du Tournoi des Cinq Nations 1991, Philippe Saint-André est à la conclusion d'une action d'éclat contre le XV de la rose, il marque un essai au terme d'une action de 100 mètres lancée depuis la ligne d'en-but française par Serge Blanco et Pierre Berbizier, cet essai est considéré par de nombreux commentateurs comme le plus beau marqué dans un Tournoi des cinq nations. Cette année-là, il est sélectionné par Daniel Dubroca et Jean Trillo pour participer à la coupe du monde 1991 mais malheureusement la France connaît son plus mauvais résultat en coupe du monde puisqu'elle est éliminée en quart de finale par ces mêmes Anglais.
Le 31 octobre 1992, il joue son premier match avec les Barbarians français contre l'Afrique du Sud à Lille. Les Baa-Baas s'imposent 25 à 20.
Deux ans plus tard, il remporte avec l'équipe de France le titre de Champion d'Europe de rugby à XV qui est décerné pour la première fois au vainqueur du Tournoi, et gagne aussi le premier Trophée des 5 Nations. Philippe Saint-André est d'ailleurs le meilleur marqueur de ce Tournoi des cinq nations 1993, il sera également meilleur marqueur de l'édition 1995.
Le 11 novembre 1993, il est invité avec les Barbarians français pour jouer contre l'Australie à Clermont-Ferrand. Les Baa-Baas s'inclinent 26 à 43.
En club, aux côtés de Jean-Marc Lhermet et Christophe Juillet, il dispute la finale du championnat de France en 1994, battu par le Stade toulousain, Clermont perd aussi en finale du Challenge Yves-du-Manoir contre Perpignan mais Philippe Saint-André ne dispute pas le match. En sélection, c'est sous son capitanat que le XV de France réalise l'un de ses plus beaux exploits en triomphant deux fois en Nouvelle-Zélande en test-match lors de la tournée de juin 1994.
Il dispute sa deuxième coupe du monde en 1995 qui se conclut par une troisième place.
En 1997, il rejoint le championnat anglais à Gloucester RFC.
En 1997, après avoir eu 68 sélections dont 34 en tant que capitaine, avec 32 essais (troisième meilleur total de marqueur d'essais de l'histoire de l'équipe de France derrière Serge Blanco et Vincent Clerc), il arrête sa carrière internationale.

## Carrière d'entraîneur

### En club
Après sa carrière de joueur en 1998, Philippe Saint-André devient directement entraîneur de Gloucester et en fait l'un des meilleurs clubs d'Angleterre.
Puis il rejoint le club français de Bourgoin-Jallieu avec Laurent Seigne sous la direction de Pierre Martinet et Patrick Sébastien. Débarqué en 2004 après avoir fait acte de candidature au poste de sélectionneur du pays de Galles, il retourne en Angleterre, prenant en main le club des Sale Sharks.
Philippe Saint-André signe en 2004 dans le club de la banlieue de Manchester, les Sale Sharks; il devient directeur sportif du club anglais au mois de mars 2004. Il est rejoint par Sébastien Chabal, son ancien joueur au CS Bourgoin-Jallieu. La saison 2004-2005 marque le retour au sommet des Sharks sous la houlette du technicien français. Le club anglais remporte le Challenge européen en battant la Section paloise sur un score large de 27-3. Les Sharks clôturent la saison à la troisième place du championnat et obtiennent leur ticket pour la Coupe d'Europe.
Quart de finaliste de la Coupe d'Europe de rugby à XV lors de la saison 2005-2006, Philippe Saint-André devient champion d'Angleterre 2005-2006 en dirigeant notamment Jason Robinson, Mark Cueto, Mark Taylor, Charlie Hodgson, Magnus Lund, Lionel Faure et Sébastien Bruno.

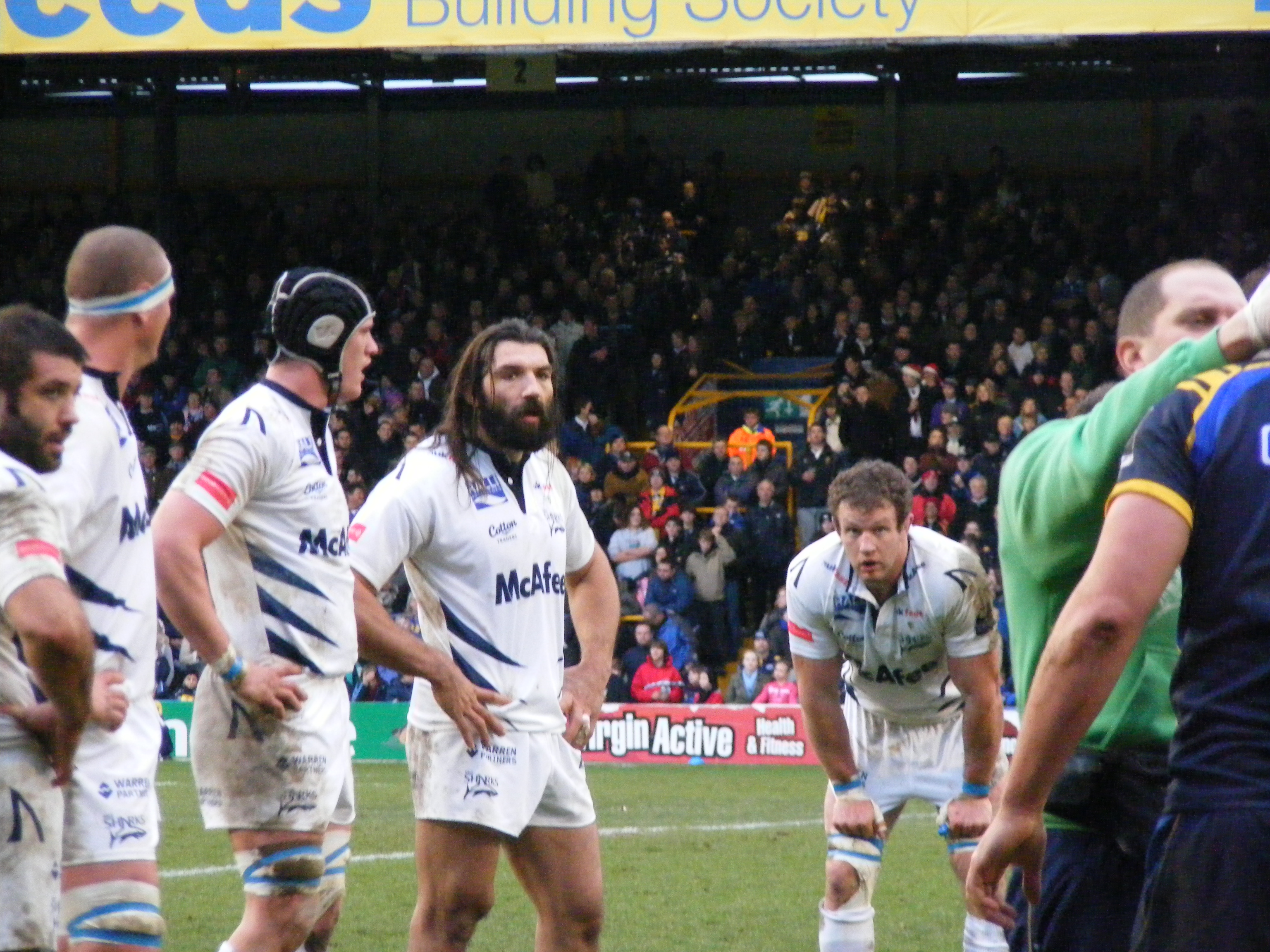
Sébastien Chabal et Sale en Championnat d'Angleterre.

Lors de la saison 2006-2007, Philippe Saint-André et Sale jouent contre le Stade français en poule de Coupe d'Europe. La fin de saison ne lui apporte aucun nouveau titre : Sale est éliminé de la H-cup dès les phases de poule et le club anglais rate les play-off de la Guinness Premiership en terminant seulement dixième de la phase régulière.
La saison de championnat suivante est meilleure, avec notamment des victoires à domicile contre les meilleures écuries. Mais une défaite à domicile lors de la dernière journée de la phase régulière prive Sale de phase finale, le club de Philippe Saint-André termine cinquième et se contente d'une place dans la grande coupe d'Europe.
La phase de poule de Coupe d'Europe de rugby à XV 2008-2009 oppose Sale au Munster et à l'ASM Clermont; le parcours des Irlandais prive Philippe Saint-André de phase finale. Lors de la phase régulière de championnat, Sale se comporte honorablement sans se mêler à la lutte pour le titre. En fin de saison, Philippe Saint-André rejoint le RC Toulon et Jason Robinson est annoncé comme son successeur.
Lors de sa première saison à Toulon, le président Mourad Boudjellal lui donne les clés de la maison. Il est nommé président délégué au secteur sportif du RC Toulon en mai 2009 mais occupe aussi les fonctions de manager et entraîneur en chef. Il recrute Pierre Mignoni, Jamie Robinson, Felipe Contepomi, Juan Martín Fernández Lobbe, Sébastien Bruno et Jonny Wilkinson. Le RCT finit 2e de la phase de poule et se qualifie directement pour les demi-finales. Mais il tombe en demi-finale contre son ancien club lorsqu'il était joueur, Clermont (35-29) après les prolongations et un match à suspense.
Après l'officialisation de sa nomination au poste de sélectionneur de l'équipe de France le 28 septembre 2011, il quitte le club et est remplacé par Bernard Laporte.

### Sélectionneur de l'équipe de France (2011-2015)
Le 23 août 2011, il est choisi comme entraîneur du XV de France par la FFR en remplacement de Marc Lièvremont après la Coupe du monde 2011 en Nouvelle-Zélande. Cette décision est officialisée le 25 août 2011 et il prend ses fonctions le 1er décembre 2011 où il présente son projet lors d’une conférence de presse à Marcoussis,. Il choisit comme adjoints, Yannick Bru (Toulouse) pour les avants et Patrice Lagisquet (Biarritz) pour les arrières. Il est le premier sélectionneur à ne pas souhaiter de « manageur » à ses côtés.

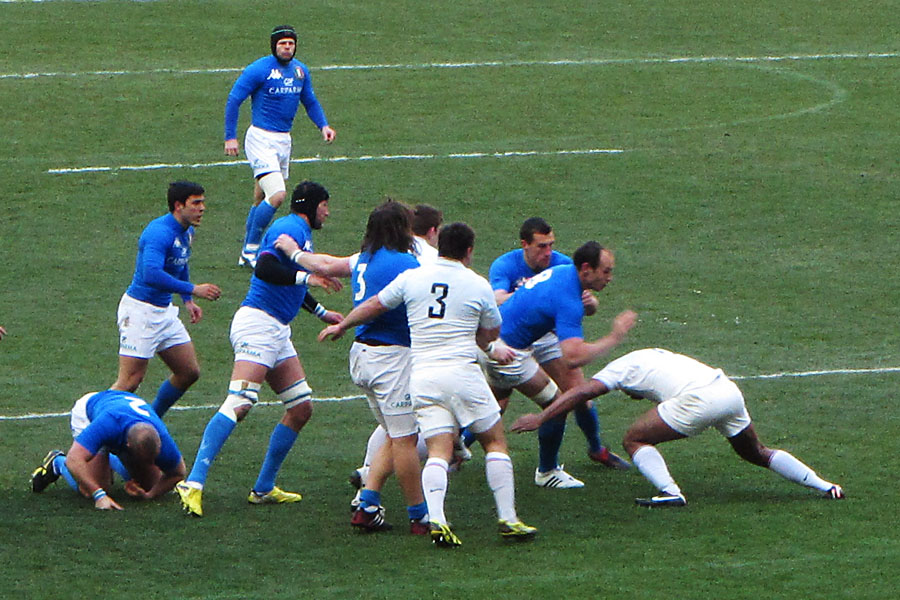
Scène de France-Italie (2012) : premier match de Saint-André à la tête du XV de France.

Pour ses débuts, Saint-André choisit la continuité en convoquant 23 mondialistes et quelques nouveaux (Fofana, Maestri), sur les 30 joueurs appelés pour le Tournoi des 6 nations 2012. Le XV de France remporte ses deux premiers matchs face à l'Italie (30-12) et l’Écosse (17-23) mais fait match nul contre l'Irlande (17-17) puis s'incline face aux Anglais (22-24) à domicile. Le dernier match se ponctue par une défaite face au pays de Galles (16-9) qui réalise le Grand Chelem. Cette rencontre marque la fin d'une génération dont la moitié des joueurs est trentenaire. Plusieurs cadres se retirent du XV le France : Bonnaire, Harinordoquy, Nallet, Poux, Rougerie, Servat et Yachvili notamment. Critiqués, les Bleus se classent 4e du Tournoi.
Lors de la tournée d'été en Argentine, Philippe Saint-André rajeunit considérablement son groupe en appelant neuf nouveaux et en rappelant six joueurs écartés lors du Tournoi des six nations. Après une courte défaite (23-20) lors du premier match contre les Pumas,, le XV de France se reprend et l'emporte 49-10 lors du deuxième test, grâce à notamment Frédéric Michalak (auteur de 19 points), de retour en sélection après deux ans et demi d'absence.
Cette dernière sortie est confirmée par une tournée d'automne triomphante face à l'hémisphère Sud. En effet, pourtant privés de leur capitaine Thierry Dusautoir (suppléé par Pascal Papé), les hommes de Saint-André enchaînent trois succès face à l'Australie (33-6), l'Argentine (39-22) et les Samoa (22-14). C'est une première depuis 2005 pour un grand chelem réalisé à l'automne.
Après cette tournée victorieuse, le XV de France commence le Tournoi 2013 de la pire des manières, perdant ses trois premières rencontres (Italie, Galles et Angleterre) - fait inédit depuis 1982 - et obtenant un nul en Irlande (13-13). La victoire 23-16 contre l'Écosse lors du dernier match évite la cuillère de bois mais n'empêche pas les hommes de Saint-André de finir dernier du tournoi. Il s'agit du pire classement de l'équipe de France dans le Tournoi depuis l'édition de 1999.
Après ce tournoi catastrophique, l'équipe de France part en Nouvelle-Zélande disputer une série de trois test-matchs. Opposés aux champions du monde en titre, les Bleus s'inclinent trois fois (23-13 à Eden Park, 30-0 à Christchurch et 24-9 à New Plymouth) sans jamais se hisser au niveau des All Blacks. « PSA » modifie sa charnière à chaque fois et ne parvient toujours pas à trouver la bonne solution.
En novembre, le XV de France retrouve les Néo-Zélandais au Stade de France mais s'incline de nouveau (26-19). La large victoire face aux Tonga (38-18) quelques jours plus tard ne compense pas la nouvelle défaite, cette fois-ci contre l'Afrique du Sud (19-10). Avec huit défaites, un match nul et seulement deux victoires, 2013 est qualifié d'« annus horribilis » par les médias français,.

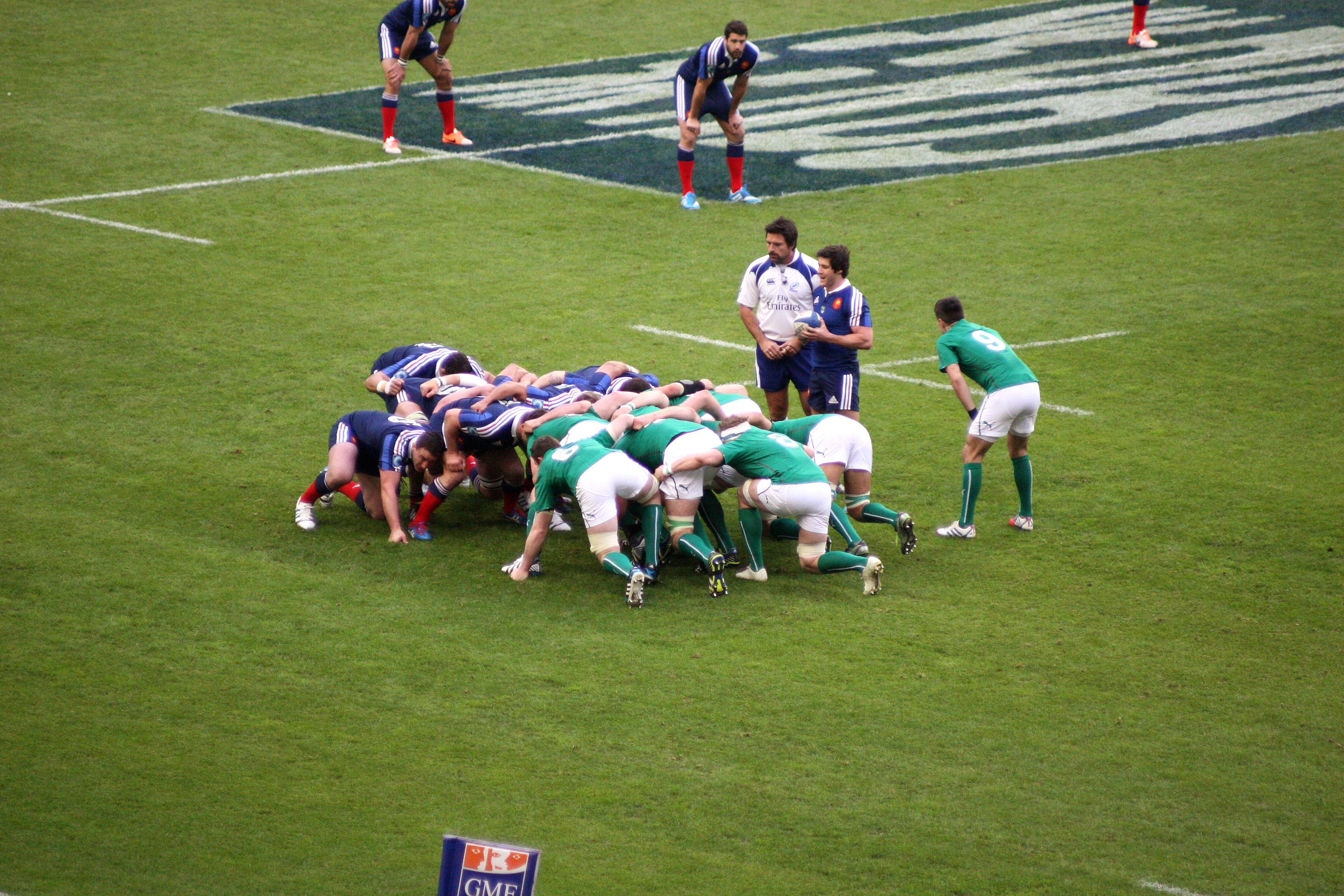
Scène de France-Irlande (2014) : l'Irlande s'impose au Stade de France.

Attendus au tournant, les Bleus remportent « le Crunch » contre l'Angleterre (24-22) au finish, en ouverture du Tournoi 2014. Après avoir confirmé face aux Italiens (30-10), le XV de France multiplie les erreurs et chute brutalement à Cardiff contre le Pays de Galles (27-6). La victoire étriquée face au XV du Chardon (19-17) ne dissipe pas les doutes. Alors qu'ils sont encore en course pour la victoire finale, les Bleus cèdent le Grand Chelem à l'Irlande après une défaite 22-20. Ils se classent finalement 4e du Tournoi.
Le Tournoi est suivi d'une nouvelle tournée estivale, contre l'Australie en juin 2014. Lors du premier match, les Wallabies humilient le XV du France en inscrivant sept essais (50-23). Après une deuxième courte défaite (6-0), les Bleus sont défaits de nouveau largement à Sydney (39-13). C'est une nouvelle tournée sans victoire pour Philippe Saint-André qui propage encore plus les doutes sur le niveau du XV de France. Plus tard, il avoue avoir pensé à démissionner lors de l'été 2014.
À la suite de ces échecs successifs, la Fédération française décide « d'épauler » Philippe Saint-André en nommant Serge Blanco comme président du comité de suivi du XV de France (ou manageur). De plus, « PSA » innove en intégrant plusieurs joueurs naturalisés comme Rory Kockott, Scott Spedding (Sud-Africains) ou encore Uini Atonio (Néo-Zélandais) lors du stage préparatoire à la tournée de novembre,. Cette dernière débute par deux succès probants face aux Fidji (40-15) et surtout l'Australie (29-26). Mais cette dynamique positive est de nouveau stoppée par une défaite contre l'Argentine (13-18) à Saint-Denis.
Alors que le scepticisme est de plus en plus présent chez les médias et les supporters, Saint-André annonce que le Tournoi 2015 va servir de préparation à la Coupe du monde en septembre. Lors du premier match, le XV de France s'impose face à de vaillants Écossais (15-8), puis est battu par l'Irlande (18-11) à l'Aviva Stadium. Quinze jours plus tard, les Bleus sombrent une nouvelle fois au Stade de France contre le Pays de Galles (13-20). « PSA », qui n'aura jamais réussi à battre cette équipe durant son mandat, voit les critiques s’abattre et réclamant sa démission,. Il décide de hausser le ton vis-à-vis de ses joueurs. Le 15 mars, l'équipe de France se rachète en partie en infligeant 29-0 à l'Italie. Enfin, pour le dernier match du tournoi de l'ère Saint-André, la France et l'Angleterre se livrent une rencontre sensationnelle à Twickenham où le XV de la Rose l'emporte (55-35), avec 12 essais inscrits, malgré un « French Flair » retrouvé. De nouveau classé quatrième, Saint-André est le premier sélectionneur à ne pas remporter le Tournoi ni à figurer une seule fois sur le podium. À six mois du Mondial, les Bleus inquiètent mais le sélectionneur promet une préparation « commando »,.

#### Coupe du monde 2015
Le mandat de Philippe Saint-André à la tête du XV de France s'achève par une défaite historique 62 à 13 face à la Nouvelle-Zélande à Cardiff en quart de finale de la Coupe du monde 2015. Il est remplacé à la tête de la sélection française par Guy Novès, auparavant entraîneur du Stade toulousain.

### Consultant avec le Cameroun puis le Canada
Philippe Saint-André annonce, en février 2017, prendre les commandes de l'équipe nationale du Cameroun, à l'occasion de la coupe d'Afrique des nations (dans la Division 1C) et du vingtième anniversaire de la fédération de rugby du pays. Cependant, le Cameroun n’organise pas ladite coupe et ne participe pas à la Bronze Africa Cup, les activités sportives de la Fédération camerounaise ayant été gelées à la suite de tensions internes et d'un conflit avec la confédération africaine (Rugby Afrique).
En janvier 2018, Philippe Saint-André travaille durant une semaine avec le Canada en tant que consultant pour le match aller contre l’Uruguay, qualificatif pour la Coupe du monde 2019. Il retrouve le Gallois Kingsley Jones, son ancien adjoint à Sale et actuel sélectionneur du Canada.

### Directeur du rugby de Montpellier
En mars 2020, il rejoint le Montpellier Hérault rugby en tant que directeur du rugby, prenant ainsi la succession de Vern Cotter. Comme Cotter, il est chargé de la politique sportive du club mais laisse l'entraînement de l'équipe première à l'entraîneur en chef Xavier Garbajosa. Ses premières semaines à ce poste sont marquées par l'arrêt des compétitions à cause de la pandémie de Covid-19.
Le 3 janvier 2021, après le mauvais début de saison de l'équipe, le président Mohed Altrad décide de remercier le manager Xavier Garbajosa et confie le management de l'équipe professionnelle à Philippe Saint-André. Saint-André travaille avec les deux adjoints en poste Olivier Azam et Jean-Baptiste Élissalde. Ils mènent l'équipe pour remporter le Challenge européen six mois plus tard puis le titre de champion de France 2022.
En 2023, Saint-André prend de nouveau du recul et cède son poste de manager à l'anglais Richard Cockerill. En novembre 2023, il est remplacé au poste de directeur du rugby par Bernard Laporte. Le communiqué du club précise que Philippe Saint-André « garde la confiance de Mohed Altrad et continuera de conseiller la direction générale, de s’occuper des questions régaliennes et d’assurer les relations avec les instances ».

### Directeur sportif de Provence rugby
Dès juin 2024, Philippe Saint-André est nommé directeur sportif de Provence rugby pour prendre ses fonctions l'année suivante, à partir de la saison 2025-2026. Après le choix de Mauricio Reggiardo de quitter le club en juin 2025, Philippe Saint-André prend aussi la tête de l'équipe première à son arrivée.

## Statistiques

### Tournoi des Cinq Nations
| Édition           | Rang | Résultats France | Résultats Saint-André | Matchs Saint-André |
| ----------------- | ---- | ---------------- | --------------------- | ------------------ |
| Cinq Nations 1991 | 2    | 3 v, 0 n, 1 d    | 2 v, 0 n, 1 d         | 3/4                |
| Cinq Nations 1992 | 2    | 2 v, 0 n, 2 d    | 2 v, 0 n, 2 d         | 4/4                |
| Cinq Nations 1993 | 1    | 3 v, 0 n, 1 d    | 3 v, 0 n, 1 d         | 4/4                |
| Cinq Nations 1994 | 3    | 2 v, 0 n, 2 d    | 2 v, 0 n, 2 d         | 4/4                |
| Cinq Nations 1995 | 3    | 2 v, 0 n, 2 d    | 2 v, 0 n, 2 d         | 4/4                |
| Cinq Nations 1996 | 3    | 2 v, 0 n, 2 d    | 2 v, 0 n, 2 d         | 4/4                |

Légende : v = victoire ; n = match nul ; d = défaite ; la ligne est en gras quand il y a Grand Chelem.

### Coupe du monde
| Édition             | Rang               | Résultats France | Résultats Saint-André | Matchs Saint-André |
| ------------------- | ------------------ | ---------------- | --------------------- | ------------------ |
| Royaume-Uni 1991    | Quart-de-finaliste | 3 v, 0 n, 1 d    | 3 v, 0 n, 1 d         | 4/4                |
| Afrique du Sud 1995 | Troisième          | 5 v, 0 n, 1 d    | 5 v, 0 n, 1 d         | 6/6                |

Légende : v = victoire ; n = match nul ; d = défaite.

## Clubs

### Joueur
- US Romans Péage de l'école de rugby jusqu'en 1988
- 1988-1997 : AS Montferrand
- 1997-2000 : Gloucester RFC

### Entraîneur
- 1998 - février 2002 : Gloucester RFC
- juin 2002 - 2004 : CS Bourgoin-Jallieu
- mars 2004 - 2009 : Sale Sharks
- 2009 - 2011 : RC Toulon
- 2011 - 2015 :  France
- Depuis 2021 : Montpellier HR

| Saison      | Club                | Division    | Poste                        | Classement                     | Coupe d'Europe              | Challenge européen      |
| ----------- | ------------------- | ----------- | ---------------------------- | ------------------------------ | --------------------------- | ----------------------- |
| 1998 - 1999 | Gloucester RFC      | Premiership | Entraineur-joueur            | 5e                             | -                           | -                       |
| 1999 - 2000 | Gloucester RFC      | Premiership | Directeur du rugby           | 3e                             | -                           | Éliminé en poule        |
| 2000 - 2001 | Gloucester RFC      | Premiership | Directeur du rugby           | Éliminée en quart-de-finale    | Éliminée en demi-finale     | -                       |
| 2001 - 2002 | Gloucester RFC      | Premiership | Directeur du rugby           | Vainqueur de la phase play-off | -                           | Éliminée en demi-finale |
| 2002 - 2003 | CS Bourgoin-Jallieu | Top 16      | Directeur général            | 3e de la poule 2 des Play-offs | Éliminée en poule           | -                       |
| 2003 - 2004 | CS Bourgoin-Jallieu | Top 16      | Directeur général            | Éliminée en demi-finale        | Éliminée en poule           | -                       |
| 2004 - 2005 | Sale Sharks         | Premiership | Manageur                     | 5e                             | -                           | Vainqueur               |
| 2005 - 2006 | Sale Sharks         | Premiership | Manageur                     | Champion d'Angleterre          | Éliminée en quart-de-finale | -                       |
| 2006 - 2007 | Sale Sharks         | Premiership | Manageur                     | 10e                            | Éliminée en poule           | -                       |
| 2007 - 2008 | Sale Sharks         | Premiership | Manageur                     | 5e                             | -                           | Éliminée en demi-finale |
| 2008 - 2009 | Sale Sharks         | Premiership | Manageur                     | 5e                             | Éliminée en poule           | -                       |
| 2009 - 2010 | RC Toulon           | Top 14      | Président délégué au sportif | Éliminée en demi-finale        | -                           | Défaite en finale       |
| 2010 - 2011 | RC Toulon           | Top 14      | Président délégué au sportif | 8e                             | Éliminé en quart-de-finale  | -                       |
| 2020 - 2021 | Montpellier HR      | Top 14      | Directeur du rugby           | 10e                            | -                           | Vainqueur               |
| 2021 - 2022 | Montpellier HR      | Top 14      | Directeur du rugby           | Champion de France             | Éliminé en quart-de-finale  | -                       |

| Année | Sélection | Tournoi     | Poste                 | Classement IRB à la fin de l'année | Tournoi | Coupe du monde               |
| ----- | --------- | ----------- | --------------------- | ---------------------------------- | ------- | ---------------------------- |
| 2012  | France    | Six Nations | Sélectionneur-Manager | 4e                                 | 4e      | -                            |
| 2013  | France    | Six Nations | Sélectionneur-Manager | 5e                                 | 6e      | -                            |
| 2014  | France    | Six Nations | Sélectionneur-Manager | 7e                                 | 4e      | -                            |
| 2015  | France    | Six Nations | Sélectionneur-Manager | 7e                                 | 4e      | Éliminée en quarts de finale |

## Palmarès

### Joueur
- 69 sélections avec le XV de France, dont 34 en tant que capitaine entre 1990 et 1997 (record des capitanats de Jean-Pierre Rives égalé ; 6e ratio capitanats/sélections français (0,50) derrière Philippe Struxiano, Marcel Communeau, Joseph Desclaux, René Crabos, Jean-Pierre Rives, et devant Adolphe Jauréguy)
- 32 essais (13 dans le tournoi[85]), ce qui le place quatrième meilleur marqueur de l'Équipe de France derrière Serge Blanco avec 38 essais, Damian Penaud avec 35 essais et Vincent Clerc avec 34 essais.
- 3e de la Coupe du monde en 1995 (6 sélections : Tonga, Côte d'Ivoire, Écosse, Irlande, Springboks, Angleterre).
- 4 sélections lors de la Coupe du monde en 1991 : Roumanie, Fidji, Canada, Angleterre.
- Vainqueur du Tournoi des cinq nations en 1993
- Coupe Latine en 1995 et 1997
- Finaliste du Championnat de France 1994 (sélectionné avec l’équipe de France contre le Canada, il ne participe pas à la finale du challenge Du-Manoir, cette même année)
- Oscar du Midi olympique en 1994

### Entraîneur
En club
- CS Bourgoin-Jallieu
  - Finaliste de la Coupe de la Ligue en 2003
  - Finaliste du Challenge Sud Radio en 2003

- Sale Sharks
  - Vainqueur du Challenge européen en 2005
  - Champion d'Angleterre en 2006
  - Champion des Champions en 2006
  - Meilleur entraîneur en Angleterre en 2006

- RC Toulon
  - Finaliste du Challenge européen en 2010

- Montpellier HR
  - Vainqueur du Challenge européen en 2021
  - Champion de France en 2022

En sélection
- Trophée Eurostar en 2014
- Trophée Giuseppe Garibaldi en 2012, 2014 et 2015
- Trophée des bicentenaires en 2012 et 2014

### Distinctions personnelles
- Nuit du rugby 2022 : Meilleur staff d'entraîneur du Top 14 (avec Olivier Azam, Jean-Baptiste Élissalde, Alexandre Ruiz et Bruce Reihana) pour la saison 2021-2022

## Consultant
Depuis la coupe du monde 2007, il occupe des fonctions de consultant sur la radio RMC. Il commente notamment les matchs du XV de France. Il a aussi été consultant pour TV5 Monde, France Télévisions et Rugby Hebdo. Il quitte RMC lors de sa prise de fonction à la tête de l'équipe de France en décembre 2011.
En 2016, il devient consultant pour SFR Sport 2, nouvelle chaîne détentrice des droits télé du Championnat d'Angleterre de rugby à XV en France. À partir du 2 septembre 2016, il commente les matchs avec Laurent Depret, journaliste avec lequel il partageait déjà les commentaires radios des matchs du XV de France lorsqu'il était consultant pour RMC. En 2017, il redevient consultant pour RMC et participe notamment à l'émission Les Grandes Gueules du Sport.

## Distinctions
- Chevalier de l'ordre national du Mérite (décret du 15 novembre 1997)[87]

## Engagements

### Politique
Durant l'entre-deux-tours de l'élection présidentielle française de 2017, il fait partie d'une soixantaine de sportifs en activité ou retraités qui signent un appel à voter Emmanuel Macron le 7 mai 2017 au second tour de l'élection présidentielle « pour que le sport demeure un espace de liberté, d'égalité et de fraternité ».

### Associatif
Très concerné par les problématiques de la violence faite aux enfants dans le sport et dans la société, suivant les directives du conseil de l'Europe en 2018 Break the silence, il s'engage en tant que parrain de l'association L'Enfance au cœur.